# Hyperlexie

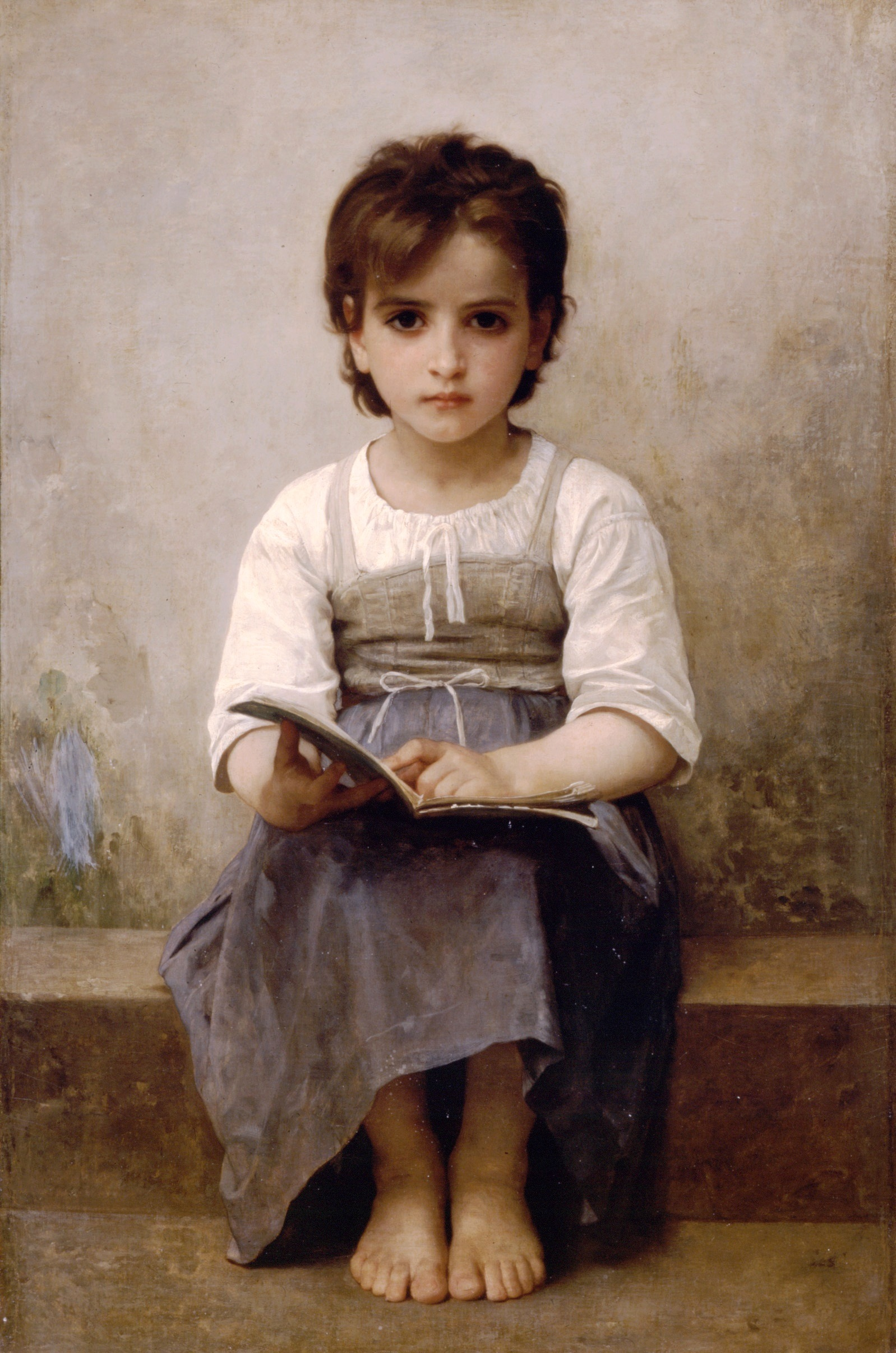
La leçon difficile, de William-Adolphe Bouguereau (1884).

L'hyperlexie est définie par des capacités de lectures avancées par rapport à la compréhension, des capacités de lecture acquises très tôt en l’absence d’enseignement explicite, et une forte orientation vers le matériel écrit. Elle est associée aux troubles du spectre autistique dans la majorité des cas.

## Découverte
Selon N. Silberberg et M. Silberberg, cette notion désigne la capacité d'enfants de moins de cinq ans à lire les mots sans les avoir appris ou connus, ces enfants ayant une capacité significative à déchiffrer les mots.
En 1602, plus de trois siècles avant Silberberg, Jean Taxil, un médecin français exerçant en Arles près de Salon-de-Provence, avait déjà reconnu les principaux signes cliniques d'un cas historique d'hyperlexie, dans un ouvrage intitulé Traité de l'Epilepsie (Livre I, Chapitre 15, p. 138-139)[source insuffisante].

## Effets
Les enfants hyperlexiques sont souvent fascinés par les lettres ou les chiffres, certains sachant épeler de longs mots (comme éléphant) avant l'âge de deux ans et apprenant à lire des phrases avant d'atteindre l'âge de trois ans.
Les enfants hyperlexiques se distinguent par un QI relativement plus élevé et par une capacité à comprendre les mots plus affinée que ceux du reste de la classe d'âge. Nommée et scientifiquement décrite en 1967, l'hyperlexie peut être considérée comme une capacité hors du commun à reconnaître les mots. Certains hyperlexiques, cependant, ont des difficultés de compréhension orale.

## Neurologie
Une étude par IRMf sur un seul enfant démontre que l'hyperlexie pourrait être l'opposé neurologique de la dyslexie. Tandis que les enfants dyslexiques possèdent une faible faculté à décoder les mots, mais également une capacité moyenne de compréhension orale, les enfants hyperlexiques possèdent une forte faculté à décoder les mots, mais une faible capacité de compréhension orale.

## Trouble du spectre autistique
Il existe deux définitions officielles de l'hyperlexie : l'une décrit les compétences avancées de lecture chez des enfants de tous profils, et l'autre porte spécifiquement sur les capacités précoces de lecture et de compréhension des symboles des enfants autistes,.
Darold Treffert, un psychiatre américain, estime que l'implication de l'autisme dans l'hyperlexie dépend complètement du type d'hyperlexie. Cette hypothèse n'a pas reçu de support dans la littérature scientifique. Entre 5 et 20 % des enfants autistes seraient hyperlexiques,.